# Cypripedium macranthos
Cypripedium macranthos is een soort uit de orchideeënfamilie (Orchidaceae). De wetenschappelijke naam werd gepubliceerd door Olof Peter Swartz in 1800. De soort is verwant aan het in Europa voorkomende vrouwenschoentje (Cypripedium calceolus).

## Kenmerken
Cypripedium macranthos groeit tot een hoogte van 30 à 35 cm. De soort heeft een alleenstaande grote bloem met een brede, bolvormige lip en drie kelkbladeren. Deze hebben roze en karmijnrode tinten. Cypripedium macranthos heeft brede bladeren met een gave bladrand. Bloeit tussen juni en juli.

## Verspreiding
Cypripedium macranthos komt voor in Europees Rusland, vanaf de bovenloop van de Dnjepr en het stroomgebied van de Wolga en Kama door het zuiden van Siberië, het noordoosten van Kazachstan, het noorden en noordoosten van China, Taiwan, het Koreaans Schiereiland, Japan en het Russische Verre Oosten, inclusief het Kamtsjatkaschiereiland, Sachalin en de Koerilen. De status van deze soort in Oekraïne en Wit-Rusland is onduidelijk.

## Biotoop
Cypripedium macranthos komt voor in een variëteit aan landschappen, op verschillende typen graslanden, bosschages, bossen, bosranden, hoogvenen, grazige berghellingen, beekdalen en riviervalleien. Kan worden aangetroffen tot op hoogten van 2.400 meter boven zeeniveau.

## Status
De soort gaat in grote delen van het verspreidingsgebied in aantal achteruit, maar staat vooralsnog op de Rode Lijst van de IUCN als niet bedreigd te boek.
... · 
C. calceolus (Vrouwenschoentje) · 
C. guttatum · 
C. macranthos ·
...